# McFarland (Kalifornija)
McFarland je grad u američkoj saveznoj državi Kalifornija. Prema popisu stanovništva iz 2010. u njemu je živjelo 12.707 stanovnika.